# Couleur distinctive

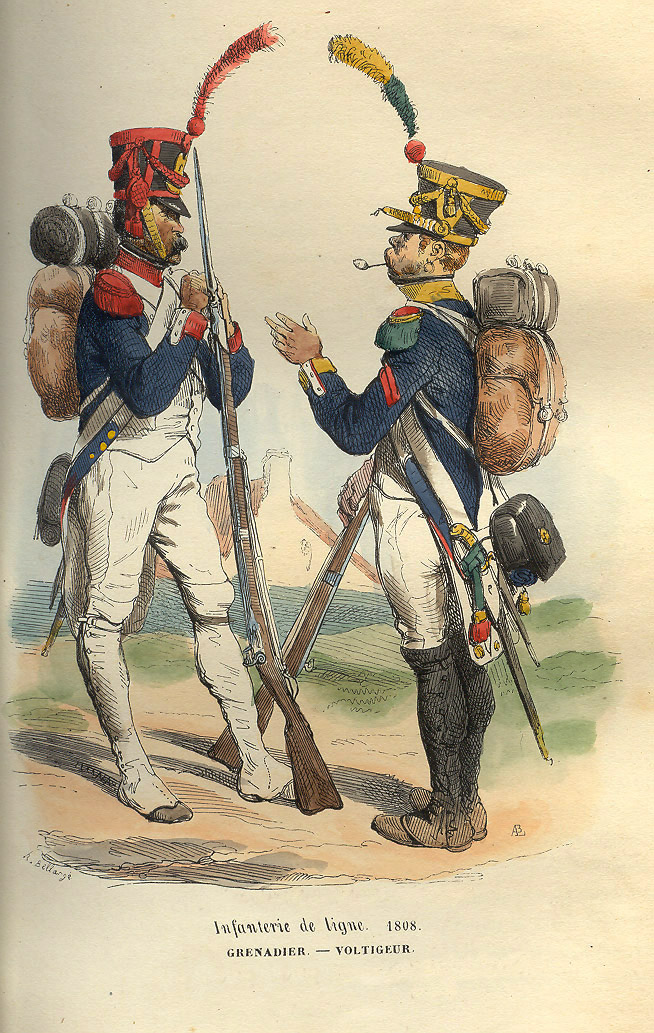
Un grenadier de la Ligne dont la couleur distinctive est le rouge et un voltigeur dont la couleur distinctive est le jaune (vers 1808)

Les couleurs distinctives étaient couramment utilisées, jusqu'au XXe siècle, par les armées européennes afin de distinguer visuellement les différentes unités militaires d'une même armée. La méthode consistait à utiliser, sur l'uniforme standard, une couleur différente pour les parements et retroussis des uniformes de chaque régiment. La couleur distinctive était généralement portée sur les cols, les manches et les basques.